# Alfredo Carlino
Alfredo Carlino (17 de octubre de 1932 - 25 de marzo de 2018) fue un poeta, exboxeador, periodista, docente y militante político argentino, ligado históricamente al peronismo.

## Trayectoria
Cuando tenía trece años comenzó a trabajar en el diario Stándar, sintetizando noticias de los cables. Se desempeñó allí hasta 1952. Es en ese año cuando comenzó su labor como funcionario público, trabajando como redactor en la Presidencia de la Nación hasta 1955, año en que se produjo un golpe de Estado contra el gobierno de Perón, y llegando a ser en 1973 coordinador de Prensa y Difusión. Asimismo participó en las revistas Noticias Gráficas, Ahora y Mundo Deportivo, entre otras.
El 17 de octubre de 1945 participó de la movilización a Plaza de Mayo, convocando a estudiantes y obreros. Alfredo Carlino estuvo en las listas negras de las tres últimas dictaduras. En 1955, tras la instauración de la dictadura autodenominada Revolución Libertadora, fue perseguido por la ley antiterrorista de Pedro Eugenio Aramburu; en 1966, por la ley anticomunista de Juan Carlos Onganía, y en 1976, por la ley antisubversiva de Jorge Rafael Videla. Integró la Resistencia Peronista y sobrevivió a los trágicos incidentes del 16 de junio de 1955 en Plaza de Mayo.

## Persecución política y exilio
El primer exilio de Carlino vino en 1955, cuando en septiembre la dictadura denominada Revolución Libertadora derrocó al gobierno constitucional de Perón. Como parte de la política cultural instaurada por el antiperonismo, basada en la persecución política, fue obligado a  exiliarse: 

Me echaron del trabajo por peronista y fui a Montevideo con Jauretche, que era muy amigo de mi padre y fue como un padrino de la militancia para mí. Durante esos ocho meses de día vendía libros y de noche nos juntábamos a charlar de política en los bares. Yo nunca pagaba, porque eso corría por cuenta de los mayores.

Perón le tenía tanto cariño a Carlino que encargó que le hicieran un retrato desde su exilio en Madrid. En 1973, con Perón de vuelta en Argentina, fue nombrado coordinador de Prensa y Difusión. Apenas los militares tomaron el poder, en marzo de 1976, a Carlino lo echaron y lo empezaron a perseguir. Lo fueron a buscar veinte veces a su casa, lo dejaron prácticamente en la calle y volvió a su viejo oficio de vendedor de libros.
Además, Carlino realizó diferentes actividades como estudiar filosofía, periodismo, actuar en teatro independiente y de títeres. Formó parte del Nuevo Teatro, con Pedro Asquini y Alejandra Boero, y del Teatro de los Independientes (hoy Teatro Payró).

## Obras
- 2014: 17 de octubre, la celebración de la multitud ardida
- 2008: Poemas. 50 años con la poesía
- 1999: Bailarín canyengue
- 1996: Evita: del 17 de octubre a la caída
- 1986: Perón, siempre de Juan
- 1970: Buenos Aires tiempo Gobby
- 1966: Ciudad del tango
- 1964: Chau, Gatica
- 1959: Poemas ciudadanos
- 1958: El cuaderno de Mabel

## Reconocimientos y distinciones
- 2015: se inaugura en la localidad de Wilde (partido de Avellaneda) una calle con su nombre.[5]
- 2013: se lo declara visitante ilustre de la ciudad de Mar del Plata en el Centro Cultural Padre Mugica.
- 2009: mención honorífica a la trayectoria, del Club de Periodistas de México.
- 2003: ciudadano ilustre de la Ciudad de Buenos Aires.[1]
- s/f.: declaración de interés cultural del libro "Alfredo Carlino, 50 años con la poesía".[1]
- s/f.: Faja de Honor de la SADE por Versículo de amante del buen tango.
- 1960: Gente de Artes y Letras del Brasil.